# Базельський театр
47°33′10″ пн. ш. 7°35′24″ сх. д. / 47.552718° пн. ш. 7.59007° сх. д.
Ба́зельський теа́тр (нім. Theater Basel) — муніципальний театр міста Базель, Швейцарія, де розташовані міські оперні та балетні трупи.
Театр також представляє п'єси та мюзикли на додаток до опер і оперет.
Оскільки у театру немає власного оркестру, Базельський симфонічний оркестр зазвичай залучається для виконання оперних і балетних постановок, якщо це необхідно.
Для постановок барокової опери залучається «La Cetra», бароковий оркестр Schola Cantorum Basiliensis.

## Історія
Базельський міський театр відкрито в 1834 році в будівлі, виконаній у класичному стилі (архітектор Мельхіор Беррі).
Ця будівля була знесена і на її місці збудовано в 1875 році нову, в необароковому стилі (архітектор Йоганн Якоб Штелін).
Необарокова будівля театру в 1904 році згоріла, потім відновлена, і з 1909 року в ній знову ставилися вистави.
У 1970-ті роки за проєктом архітектурного бюро «Schwarz & Gutmann» збудовано нову будівлю «зі скла та бетону», а стару в 1975 році підірвано
.
Велика зала вміщує близько 1000 осіб, мала зала — 320 осіб.
У 1968–88 pp. інституція називалася «Basler Theater», з 1988 офіційна назва — «Theater Basel».
Директор театру з 2020 р. — німецький театральний режисер Бенедикт фон Петер.
Крім академічних опер (Верді, Гуно, Пуччіні тощо), на сцені Базельського театру в XXI столітті здійснюються постановки музичного авангарду.
За постановки опер «Donnerstag aus Licht» К. Штокгаузена (2009) та «Wüstenbuch» Б. Фуррера (2010) критики авторитетного музичного журналу «Opernwelt» надали театру почесного звання «Opernhaus des Jahres».

З кінця 1990-х рр. все значніше місце в репертуарі приділяється постановкам опер і танців в автентичній виконавській манері, серед них: балет «La guerra d'Amore» на музику К. Монтеверді (сезон 1999—2000), опери «Дідона і Еней» Г. Перселла (2006/07) та «Викрадення з сералю» В. А. Моцарта (2007/08)